# Erminio Blotta
Erminio Antonio Blotta Mainieri (Morano Calabro, 8 novembre 1892 – Rosario, 23 gennaio 1976) è stato uno scultore italiano naturalizzato argentino.
La sua formazione avvenne in gran parte da autodidatta.

## Biografia
Nacque a Morano Calabro (CS). Il certificato di nascita riporta il suo nome come Erminio Antonio Blotta Mainieri, ma sui suoi documenti d'identità argentini è chiamato Carmen Erminio Blotta.
La famiglia di Blotta si trasferì in Argentina all'inizio del 1894, quando Erminio era solo un bambino, durante la grande ondata migratoria italiana verso le Americhe. Essi si stabilirono a Rosario, provincia di Santa Fe, circa 280 km a nord-est di Buenos Aires. Due dei fratelli di suo padre vivevano già in Argentina, nella città che sarebbe poi stata chiamata Lucio V. López, 40 km a nord-est di Rosario. Blotta fu il primo di nove fratelli.
Divenne apprendista alla compagnia ferroviaria Ferrocarril Central Argentino, dove iniziò a sviluppare la sua abilità scultorea (modellando statuette in argilla). Lavorò in seguito in una fabbrica di medaglie (assieme a Marcos Vanzo) dove creò dei ritratti funebri e delle placche.
Nel 1909 studiò con lo scultore Josè Nardi.
A soli diciassette anni si trasferì a Montevideo, Uruguay, dove rimase dal 1909 al 1910. Tra il 1911 e il 1912, invece, visse a Buenos Aires.
Una volta ritornato a Rosario, grazie all'aiuto di alcuni suoi amici e al supporto economico di un suo ammiratore, riuscì ad aprire una galleria d'arte, dove esibì i suoi primi bassorilievi in bronzo.
Visse per quattro anni in conventillos (pensioni a basso costo), finché, nel 1915, riuscì a comprare un appezzamento di terreno (prima nei possedimenti del chirurgo Artemio Zeno) e a crearvi un laboratorio. In questa officina vissero molti suoi amici.
Conobbe quindi molti altri intellettuali e artisti i quali, come lui, non godevano di grandi disponibilità economiche; inoltre, venne in contatto col movimento anarchico.

## Cecità
Nel novembre 1917, mentre dava gli ultimi ritocchi al monumento a Juan Bautista Alberdi, un suo assistente fece staccare una scheggia di marmo che gli ruppe gli occhiali. I frammenti di vetro gli ferirono gli occhi, tanto che per diversi mesi rimase totalmente privo della vista. Operato dal dottor Pedro Lagleyze, Blotta riacquistò le facoltà visive dell'occhio sinistro. Lagleyze lo indirizzò inoltre a casa di un suo conoscente affinché trascorresse la convalescenza in maniera tranquilla a Villeta, città a 30 km da Asunción. In Paraguay
Blotta conobbe il padre del pittore Modesto Delgado Rodas, che gli offrì ospitalità, ma soprattutto Carmen de Jesús Prieto Ruiz, una giovane maestra di scuola che qualche mese dopo (il 4 settembre 1918) divenne sua moglie.
Durante la sua permanenza, collezionò opere d'arte dei Tupi e dei Guaraní, e scolpì delle opere tuttora esposte in diverse città del Paraguay. Per i suoi meriti artistici, Blotta sarà anche nominato cittadino onorario di quella nazione, tanto che nel 1970, sei anni prima di morire, affermò su un giornale come il suo desiderio più grande fosse morire da paraguayano.

## Famiglia
Blotta ritornò a Rosario appena seppe che il suo studio era stato rapinato.
Il suo primo figlio, Herminio, nacque in questo periodo. Traslocò più volte, fino a stabilirsi definitivamente in strada Marcos Paz 3160 (nel Barrio Echesortu). Ebbe altri cinque figli, l'ultima dei quali morì ancora in fasce. La sua residenza divenne poco a poco dimora dei suoi suoceri paraguayani.

## Lavori

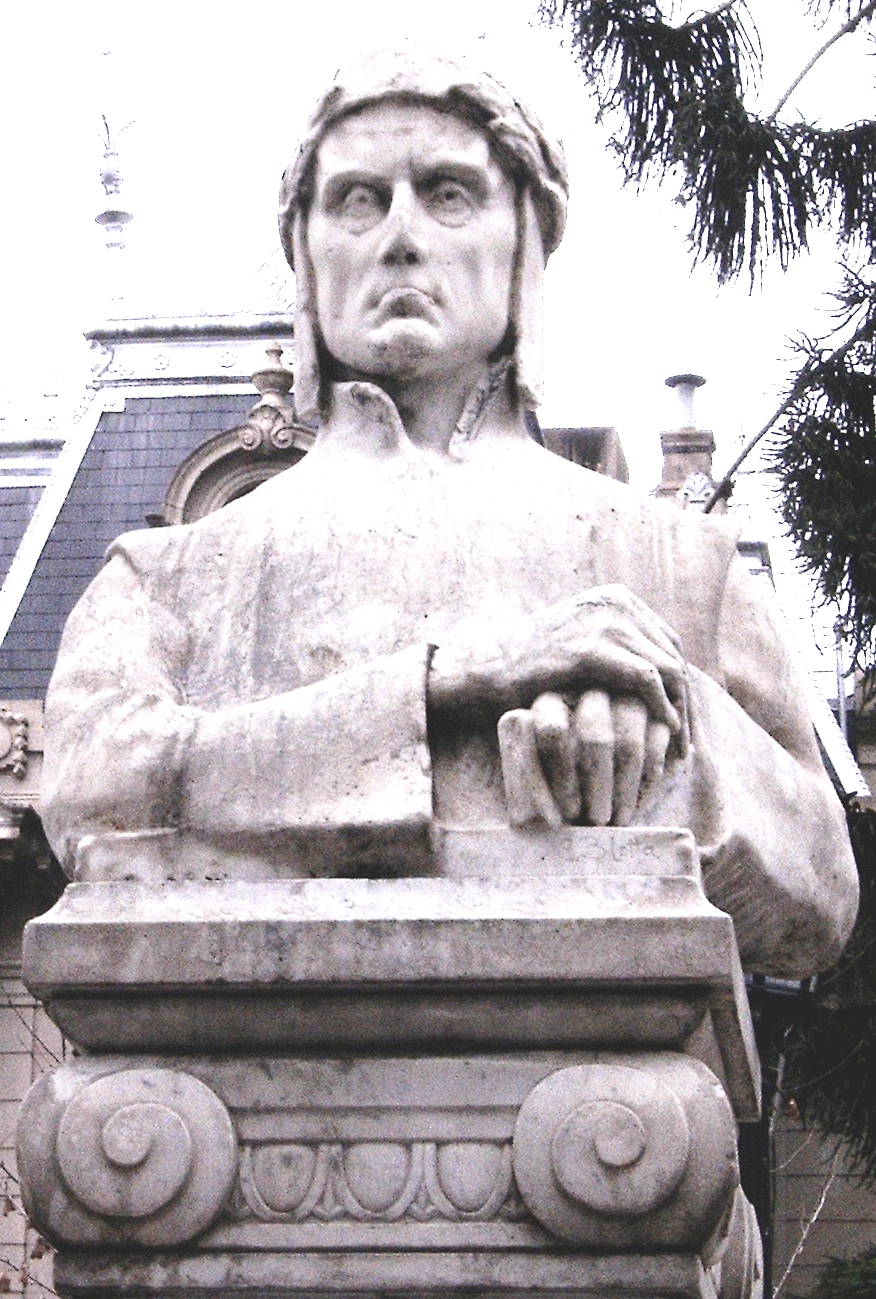
Un busto di Dante Alighieri scolpito da E. Blotta, viale Oroño, Rosario.

Blotta fu commentatore letterario del quotidiano La Nación (di Buenos Aires), per il quale scrisse regolarmente, tra gli anni dieci e gli anni trenta. Firmava i suoi articoli come "Herminio Blotta".
In gioventù Blotta operò su marmo e pietra, oltre all'argilla; ma a partire dalla metà degli anni venti scolpì sempre meno busti marmorei, a favore dei lavori in argilla (che poi venivano usati come stampi per le sculture bronzee).
Abbiamo notizia di più di 200 lavori di questo tipo (grazie, soprattutto, al giornale La Capital).
Blotta lavorò anche come massaggiatore nel porto di Rosario, e collaborò come modellista al plastico in scala raffigurante la valle del Paraná.
Inoltre, si guadagnò da vivere grazie all'arte funeraria, creando (ad esempio) diverse centinaia di oggetti bronzei per le lapidi, spesso in collaborazione con il collega Pedro Cresta (1912-1970).
Per i suoi meriti artistici, il comune di Rosario gli concedette una pensione speciale.
Erminio Blotta morì a Rosario nel 1976, a 83 anni.

## Eredità
Suoi lavori possono essere trovati nelle province argentine di Santa Fe, Buenos Aires, Mendoza, Córdoba, Tucumán, Entre Ríos (in particolare a Concepción del Uruguay), Chaco (nella capitale Resistencia), così come a Santiago di Compostela, Spagna, e nel kibbutz Melfasim in Israele.
Nel 1978, una strada minore a Rosario fu rinominata Escultor Blotta (spagnolo:  scultore Blotta) .
Si tratta di un passaggio prima noto come Pasaje Mercado, che si trova a 250 metri dal monumento a J. B. Alberdi (scolpito da Blotta stesso).